# إرهاب منسوب للمتدينين
الإرهاب الديني هو الإرهاب المفتعل على أساس دوافع وأهداف يغلب عليها الطابع أو النفوذ الديني.
في العصر الحديث، بعد تراجع الأفكار مثل حق الملوك الإلهي ومع صعود القومية، أصبح الآن الإرهاب مسند على اللاسلطوية، العدمية، والسياسة الثورية. منذ مع ذلك في عام 1980، كانت هناك زيادة في النشاط الإرهابي المرتكب بدافع الدين.:2:185–199
قال وزير خارجية الولايات المتحدة السابق وارن كريستوفر أن الأعمال الإرهابية باسم الدين والهوية العرقية أصبحت «واحدة من أهم التحديات الأمنية التي نواجهها في أعقاب الحرب الباردة».:6 جادل علماء السياسة روبرت بابي وتيري ناردين، وعلماء النفس الاجتماعيين م. بروك روجرز وزملاؤه وعالم الدراسات الاجتماعية والدراسات الدينية مارك يورجنزماير، في أنه ينبغي اعتبار الدين عاملًا عارضًا واحدًا فقط وأن هذا الإرهاب هو جيوسياسي في المقام الأول.

## حسب الدين

### الإسلام

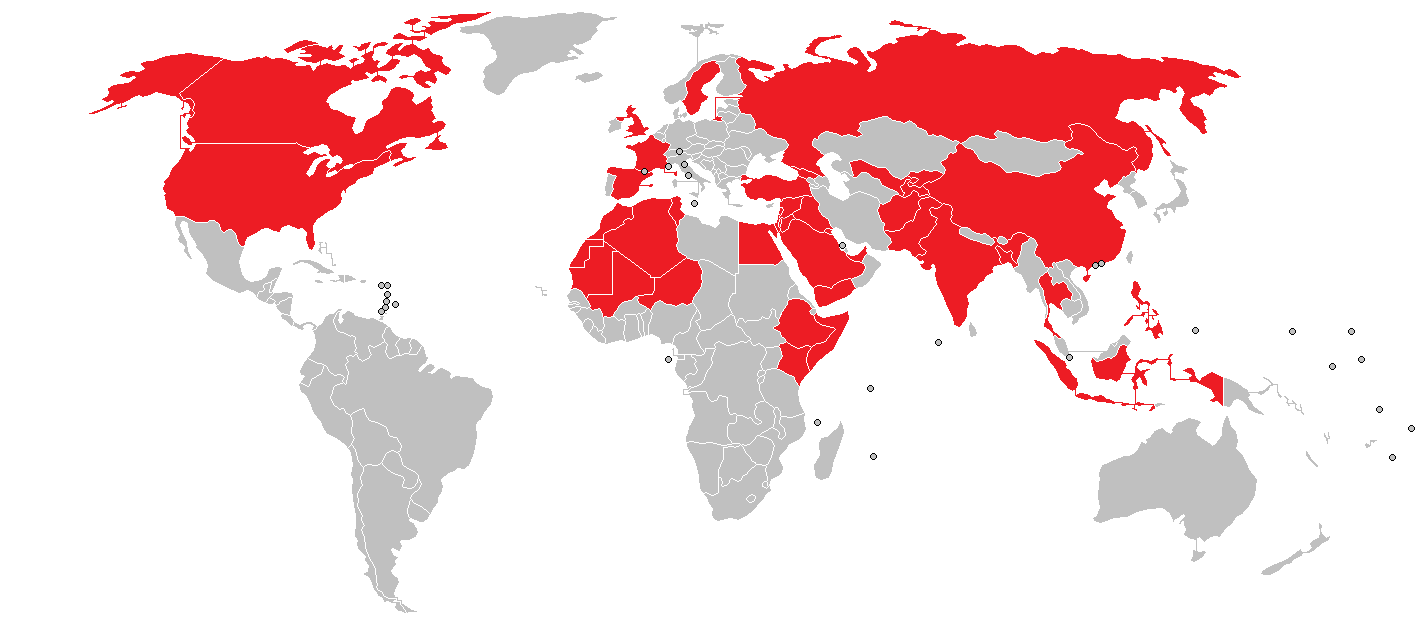
دول حدثت فيها الهجمات الإرهابية الإسلامية بين 11 سبتمبر 2001 ومايو 2013.

الإرهاب المنسوب للمسلمين هو بحكم التعريف، يعني الأعمال الإرهابية التي ترتكبها جماعات إسلامية أو الأفراد الذين يعلنون دوافع إسلامية أو أهداف إسلامية سياسية. وعادة ما يعتمد الإرهابيون الإسلاميون على تفسيرات معينة من القرآن والأحاديث النبوية، نقلاً عن هذه الكتب لتبرير تكتيكات عنيفة بما في ذلك القتل الجماعي والإبادة الجماعية والعبودية. في العقود الأخيرة، وقعت حوادث الإرهاب الإسلامي على نطاق عالمي، والتي حدثت ليس فقط في الدول ذات الأغلبية المسلمة في أفريقيا وآسيا، ولكن أيضا في الخارج في أوروبا وروسيا، والولايات المتحدة، ومثل هذه الهجمات استهدفت المسلمين وغير المسلمين. وفي عدد من المناطق ذات الأغلبية المسلمة التي تعرضت لأسوأ أعمال ارهابية إسلامية، مول هؤلاء الإرهابيين من قبل جماعات مقاومة مسلحة مستقلة، والجهات الحكومية ووكلائهم، ومحتجون مسلمون ليبراليين سياسيا.
على الرغم من أن التسمية الحرفية بالإرهاب الإسلامي متنازع ومختلف عليها، وانتقد البعض ما يرونه بأنه استخدام مبطن لهذا المصطلح. ومثل هذا الاستخدام في الخطاب السياسي الغربي وصف بأنه «غير مفيد» و«مسيس إلى حد كبير، وناقصة فكريا» و «تضر بالعلاقات بين أفراد المجتمع».
تحدث أكبر عدد من الحوادث والوفيات الناجمة عن الإرهاب الإسلامي في العراق وأفغانستان ونيجيريا وباكستان وسوريا. في عام 2015، كانت أربع تنظيمات إسلامية متطرفة مسؤولة عن 74% من جميع الوفيات الناجمة عن الإرهاب: تنظيم الدولة الإسلامية (داعش)، وبوكو حرام، وطالبان والقاعدة، وفقاً لمؤشر الإرهاب العالمي عام 2016. في العقود الأخيرة، وقعت مثل هذه الحوادث على نطاق عالمي، والتي أثرت ليس فقط على الدول ذات الغالبية المسلمة في إفريقيا وآسيا، ولكن أيضًا على العديد من الدول الأخرى، بما في ذلك تلك الموجودة داخل الاتحاد الأوروبي وروسيا وأستراليا وكندا وإسرائيل والهند والمملكة المتحدة والولايات المتحدة. واستهدفت مثل هذه الهجمات المدنيين المسلمين وغير المسلمين. وفي عدد من المناطق الأكثر تضرراً ذات الأغلبية المسلمة، قابل هؤلاء الإرهابيين جماعات مقاومة مسلحة ومستقلة، وجهات فاعلة تابعة للدولة ووكلائها، وفي أماكن أخرى من خلال إدانة من شخصيات إسلامية بارزة.

### المسيحية
يشتمل الإرهاب المسيحي على أعمال إرهابية ترتكبها مجموعات أو أفراد يدعون إلى دوافع أو أهداف مسيحية. يبرر الإرهابيين المسيحيين أساليبهم العنيفة من خلال تفسيرهم الخاص للكتاب المقدس، ووفقًا لأهدافهم الخاصة ورؤيتهم للعالم. وتختلف هذه التفسيرات عادةً عن تلك الخاصة بالطوائف المسيحية الراسخة والرئيسية.
يمكن ارتكاب هذه الأعمال الإرهابية ضد الطوائف المسيحية الأخرى أو الديانات الأخرى أو جماعة حكومية علمانية أو أفراد أو مجتمع. ويمكن استخدام الإرهابيين للمسيحية كأداة خطابية لتحقيق الأهداف السياسية أو العسكرية.
تشمل الجماعات الإرهابية المسيحية المنظمات شبه العسكرية والطوائف والمجموعات من الناس الذين قد يجتمعون لمحاولة ترويع جماعة أخرى. كما تشجع بعض الجماعات الأعمال الإرهابية التي يرتكبها أفراد غير منتسبين. ترتبط المجموعات شبه العسكرية عادة بأهداف عرقية وسياسية بالإضافة إلى الأهداف الديني، والعديد من الجماعات الأخرى لديها معتقدات دينية تتعارض مع المسيحية التقليدية. يذكر أن الاستخدام الحرفي لعبارة الإرهاب المسيحي موضع خلاف.

### إرهاب يهودي
الإرهاب اليهودي هو نوع من الإرهاب الديني يرتكبها الاصولية اليهودية بدافع ديني بدلاً من المعتقدات العرقية أو القومية.

## وصلات خارجية
- Mark Juergensmeyer. From Bhindranwale to Bin Laden: The Rise of Religious Violence. Presentation at Arizona State University/National Bureau of Asian Research Conference, October 14–15, 2004 "Religion and Conflict in Asia: Disrupting Violence".
- Human Rights Watch. Sikh Terrorism in Punjab
- Robert A. Pape. It's the Occupation Stupid. Foreign Policy magazine, October 18, 2010
- Booknotes interview with Jessica Stern on Terror in the Name of God: Why Religious Militants Kill. October 12, 2003